# Saragossa arabum
Saragossa arabum là một loài bướm đêm trong họ Noctuidae.